# 洞察力
| ウィキペディアには「洞察力」という見出しの百科事典記事はありません（タイトルに「洞察力」を含むページの一覧/「洞察力」で始まるページの一覧）。 代わりにウィクショナリーのページ「洞察力」が役に立つかもしれません。 |